# Augustus Magee
Augustus William Magee (o McGee ); (1789 - 6 de febrero de 1813) fue un militar del ejército de los EE. UU. y más tarde se unió como filibustero a la causa de la independencia de la Texas española en la expedición Gutiérrez-Magee de 1812.

## Primeros años y carrera militar
Augustus Magee nació en Boston, Massachusetts . En 1809, se graduó tercero en su clase en West Point y alcanzó el grado de teniente del ejército de los Estados Unidos. Magee sirvió como oficial de artillería, bajo el mando del mayor general James Wilkinson en Baton Rouge, Luisiana , y luego en Fort Jesup bajo el futuro presidente Zacary Taylor. En el terreno neutral disputado con España, entre el Arroyo Hondo y el Río Sabine tuvo un trato duro con los colonos estadounidenses. Se recomendó a Magee para el ascenso a un rango superior, pero rechazó el ascenso.

## Filibustero y la rebelión de Texas
Ante sus perspectivas en el ejército consideró el plan de Bernardo Gutiérrez de Lara para apoyar la Guerra de Independencia de México a través de una invasión de la Texas española desde suelo estadounidense. Debido a la Ley de Neutralidad, Magee renunció a su cargo en el ejército en junio de 1812 y reclutó personalmente a muchos de los militares para una expedición de filibusteros en territorio español, asumiendo el rango de coronel junto con Gutiérrez formó el llamado Ejército Republicano del Norte.
Saliendo de Natchitoches (Luisiana) el 2 de agosto de 1812, el grupo cruzó el río Sabine seis días después. El 10 de agosto se unió a Magee el general Gutiérrez; el 16, la fuerza entró en Nacogdoches. El ejército, ahora aumentado a unos 300 soldados, ocupó Santísima Trinidad de Salcedo (ahora Trinidad, Texas) en el río Trinity , a mediados de septiembre. Fue aquí donde Magee enfermó. Algunas fuentes atribuyen esto a tisis o malaria , pero los documentos de Mirabeau Lamar conservan el rumor de que Magee fue envenenado.
Aunque estaba muy enfermo, Magee permaneció en el mando militar nominal. Murió mientras estaba sitiado en el Presidio Nuestra Señora de Loreto de La Bahía, en lo que ahora es Goliad, Texas , y fue sucedido como comandante de la expedición por Samuel Kemper, quien acabó con el asedio de los realistas al mes siguiente y conduciría a los filibusteros a la batalla de Medina